# باري ويلسون
باري ويلسون (بالإنجليزية: Barry Wilson)‏ (16 فبراير 1972 كيركالدي المملكة المتحدة - ) هو لاعب كرة قدم بريطاني يلعب كلاعب وسط.

## روابط خارجية
- باري ويلسون على موقع قاعدة بيانات كرة القدم.إي يو (الإنجليزية)
- باري ويلسون على موقع Soccerbase.com (لاعب) (الإنجليزية)